# Severobolbina
Severobolbina is een geslacht van uitgestorven kreeftachtigen uit de klasse van de Ostracoda (mosselkreeftjes).

## Soorten
- Severobolbina elliptica (Steusloff, 1894) Schallreuter, 1974 †
- Severobolbina kuckersiana (Bonnema, 1909) Sidaravichiene, 1992 †